# Storia illustrata della chirurgia
Storia illustrata della chirurgia è un saggio a carattere medico scritto dallo svedese Knut H.M. Haeger, chirurgo e storico della medicina. È una cronistoria illustrata dell'evoluzione della chirurgia. La trattazione ha inizio dagli albori della medicina e dalla nascita della chirurgia in Occidente fino ad arrivare alla chirurgia complessa contemporanea.
Il libro mostra le basi sulle quali è stata costruita la chirurgia contemporanea, percorrendo millenni e paesi fin dai tempi preistorici, quando un paziente poteva ritenersi fortunato se riusciva a sopravvivere ad una trapanazione del cranio, attraverso le civiltà classiche con i loro metodi di cura spesso efficaci, le epidemie e le terribili operazioni sui campi di battaglia del medioevo, il lavoro pioneristico dei medici che rese possibile la fortuna della chirurgia nel XIX secolo, fino al mondo contemporaneo con i trapianti di organi, la chirurgia plastica, le operazioni al cervello con i raggi laser.
Allo stesso scenario appartengolo le scoperte e le innovazioni provenienti da molti campi correlati, come la sanità pubblica, l'ostetricia e la biochimica.
Il volume è arricchito da quasi 200 illustrazioni a colori accuratamente selezionate.

## Autore
Knut H.M. Haeger (1925-84) si è laureato in medicina nel 1951 e si è specializzato nel 1959 presso l'Università di Lund in Svezia. Importante clinico e ricercatore, Haeger è meglio conosciuto per i suoi contributi alla chirurgia dei vasi sanguigni periferici. I suoi numerosi testi scientifici e divulgativi, ma anche le sue biografie, hanno esplorato differenti aspetti della storia della medicina e della chirurgia.